# Svartdunbena
Svartdunbena (Eriocnemis derbyi) är en fågel i familjen kolibrier.

## Utseende
Hane svartdunbena är en mörkt grönglittrande kolibri med ljusare över- och undergump. Vid fötterna syns svarta duntofsar. Honan är ljusare grön med små vita duntofsar och vit fjällning på strupe och bröst.

## Utbredning och systematik
Fågeln förekommer i centrala Anderna i Colombia och nordvästra Ecuador. Den behandlas som monotypisk, det vill säga att den inte delas in i några underarter.

## Levnadssätt
Svartdunbenan hittas i höga bergstrakter. Där ses den födosöka i kanter av dvärgväxt skog eller i snåriga raviner.

## Status
Arten har ett stort utbredningsområde och beståndet anses vara stabilt. Internationella naturvårdsunionen IUCN listar den därför som livskraftig (LC).